# Serica hamifera
Serica hamifera är en skalbaggsart som beskrevs av Walker 1859. Serica hamifera ingår i släktet Serica och familjen Melolonthidae. Inga underarter finns listade i Catalogue of Life.